# Zsigmond Ede
Zsigmond Ede [Edus] (Pestszenterzsébet, (ma Pesterzsébet); 1916. május 18. – 1944) egy pesterzsébeti proletár család legkisebb gyermeke, kommunista magyar költő, író és újságíró, okleveles magyar-német szakos középiskolai tanár, ám munkássága miatt sohasem alkalmazták; a magyar líra egyik képviselője. Alkotásaira leginkább a társadalmi intolerancia és a fasizmus elleni, a humanizmus melletti kiállás jellemző. 1944-ben a Szovjetunió területén nyoma veszett munkaszolgálatosként.

## Élete
Egy pesterzsébeti munkástelepen látta meg a napvilágot, apja és nagyapja is a csepeli Weiss Manfréd Acél- és Fémműveknél dolgozott. A kései gyermeket családja értelmiséginek szánta, ezért szülei és testvérei áldozata árán, és egy pesti gimnáziumba lett beíratva.
Itt ismerkedett meg a gyermek Zsigmond Ede nyelvekkel, irodalommal. Tizenkét éves korában már rímeket faragott, és szavalt. A gimnázium mellett házitanítói állást — mint sok más költő-kortársa — és alkalmi munkákat vállalt. Keresetéből haza adott a családnak, valamint a későbbiekben finanszírozta belőle beiratkozását a Királyi Magyar Pázmány Péter Tudományegyetemre (ma Eötvös Loránd Tudományegyetem). Az egyetemen kapcsolatba került titkosan működő szervezetekkel, melyek ideológiájukban jelentősen eltértek a korabeli Bethlen-kormányétól, ezért csak illegalitásban működhettek. A társaság magánlakásokon és olcsó kávéházakban gyűlt össze, ott ütköztette véleményét a világról, ideológiákról, politikáról. A kávéházakban és kifőzdékben összegyűlt társaság ideális volt, hogy a fiatal költő kibontakozhasson; Zsigmond Ede többször tartott előadást munkásoknak a Vasas székházban, valamint Ságvári Endre révén kapcsolatba került az KMP-vel; később belépett a Szociáldemokrata Pártba.

Zsigmond Ede feleségével

A fiatal Ede megtört József Attila halálhírére, és egy zaklatott hangvételű verssel adózott a költőtárs felé (József Attila meghalt), mely az 1938-ban önerőből megjelentett verseskötetben is helyet kapott. Verseiben a humanizmus, a békevágy és az antifasizmus kavarog. Emiatt a feloldhatatlan kettős érzés miatt választotta a költő a sokat mondó Elszántan és szelíden címet verseskötetének, melyet egy, a kötetben található vers is visel.
A költő megszerezte a magyar-német szakos képesítést, de sohasem alkalmazták tanárként. Tehetős családok gyermeke mellett volt házitanító, majd a Népszavánál kapott állást külsős munkatársként; itt jelent meg verseinek java része, továbbá helyet kaptak művei a Szép Szó és a Magyar Csillag folyóiratokban is, valamint 1942-ben megjelent a Márciusban Petőfi Sándorról írt nagyobb tanulmánya (Petőfiről).
Az úgynevezett külföldi honos zsidókat 1941-ben deportálták Magyarországról. Szüleit, mint "nem magyar állampolgárokat" elhurcolták otthonukról Zsigmond Ede távollétében. A Kamjanec-Pogyilszkij-i tömegsírba lőtték őket harmincezer áldozattal együtt. Zsigmond Ede is erre a sorsra került volna, ám mikor szüleit elhurcolták a pesterzsébeti lakásról, a fiatal költő nem tartózkodott otthon. 1941 júliusától szeptemberig Mezőkovácsházán bujkált barátoknál és rokonoknál a fasiszták elől.
1943-ban behívták munkaszolgálatosnak, 1944-ben a keleti fronton nyoma veszett. Utolsó versét távol az otthonától írta, az Adj erőt! címet viseli. A kéziratot Komlós Aladárnak küldte haza.

## Utóélete
1961-ben barátai felkutatták régi kéziratait, és egy posztumusz kiadást szerkesztettek az elhunyt költőnek. A kötet mindössze 950 példányban került ki a nyomdából.
1966 augusztus végén leplezték le emléktábláját Budapesten, melynél Vészi Endre mondott beszédet.
1968. június 30-án a Hungaroton lemezkiadó vállalat kiadta a Magyar Költők nevet viselő sorozatának 40. tagjaként – vinyl lemezen – 3 versét. A versek a Hazajött az apám (előadja: Koncz Gábor), a József Attila meghalt (előadja: Kohut Magda), és az Elszántan és szelíden (előadja: Horváth Ferenc) címeket viselő alkotások voltak.
1969-ben Bálványos Huba egy litográfiát készített az Emlékezés koránkelő lányokra c. verséről/ből, ugyanezen címmel.
1992 februári és 2013 július-augusztusi Ezredvég számokban megjelent Zsigmond Ede több verse. Előbbiben a Cirkuszban és az Alany címet viselők, melyek a posztumusz kötetben is megjelentek, utóbbiban a A diktátor dala, mely 1934-ben íródott és 1938-ban helyet kapott az Elszántan és szeliden kötetben.

## Költészete
Zsigmond Ede költészetének témáját meghatározta a pesterzsébeti környezet, a korabeli Magyarországon növekedő gyűlölködés, a fasizmus térhódítása, valamint a háború.

## Róla írák

### Elszántan és szelíden című verseskötetéről
Első és egyetlen – 1938-ban megjelenő – verseskötetéről ír a Pester Lloyd, valamint több irodalmi személy is értekezik róla, többek között: Radnóti Miklós, Kárpáti Aurél, Gedő Gyula, Németh Andor.

#### Radnóti Miklós kritikája
Radnóti kemény kritikával illeti, a költő alapanyagát igénytelennek tartja, és erre példának a Vigyázz! című verset hozza.
Mégis, Radnóti látott fantáziát a költő megjelent műveiben. Kritikájában többször kihangsúlyozza, hogy a kötet Zsigmond Ede első megjelenése - a költő 22 éves volt kötete megjelenésekor -. Költőtársa haladást, felfelé ívelő pályát vélt felfedezni Zsigmond Ede műveiben, párat a kritika végén ki is emelt (Hazajött az apám, Csoportosulj a tieiddel!, József Attila meghalt, Halott a házban, Elszántan és szelíden), mert szerinte egészükben is szépek, jól szerkesztettek, nemes mozdulatúak és rokonszenvesek.

#### Kárpáti Aurél kritikája
Kárpáti Aurél közvetlen, őszinte, ennek ellenére érzékeny, riadt lelkű költőnek tartja, egy melanchólikus lázadónak, akin korának minden sebe átsajdul és mélyen átérzi embervoltát. Szerinte e kettősséget takarja kötetének címe is, az Elszántan és szelíden.

Kiemeli a kötetből többek között a kötet címversét (Elszántan és szelíden), a Tengerszem, Erdőben este, Vigyázz, Diktátor dala c. költeményeket; legszebbnek tartja az Éjjel című verset, míg a legemlékezetesebbnek a Számadás előtt címűt.

## Megjelenései

### Életében megjelent kötete
- Elszántan és Szelíden (1938)

### Posztumusz kötete
- Elszántan és Szelíden : versek (1961)

### Antológiákban[15]
- | Irodalmi tanulmányok (Bp., Szociáldemokrata Párt, 1940)                                 |
| --------------------------------------------------------------------------------------- |
| - Hazám c. verse, 3. old - Kritika: Gosztonyi Lajos, Népszava, 1940, 209. szám, 12. old |
- | Mérleg (Bp., Rajkai nyomda, 1942)                                                             |
| --------------------------------------------------------------------------------------------- |
| - Üzenet c. verse, 91. old - Kritika: Szerdahelyi Sándor, Népszava, 1943, 3. szám. 14-15. old |
- | Március (Bp., Rajkai nyomda, 1942)                                                                |
| ------------------------------------------------------------------------------------------------- |
| - Petőfiről c. tanulmánya, 76-82. old - Kritika: Losonczy Géza, Népszava, 1942, 72. szám. 13. old |
- | Népszava Naptár 1942 (Bp., Népszava Könyvkereskedés, 1941) |
| ---------------------------------------------------------- |
| - Ereszkedj mélyre c. verse, 33-34. old                    |
- | Magyar mártír írók antológiája (Bp., Cserépfalvi Könyvkiadó, 1947) |
| ------------------------------------------------------------------ |
| - Kóbor kutya c. verse, 307-308. old                               |
- | Hét évszázad magyar versei (Bp., Szépirodalmi Könyvkiadó, 1954)                    |
| ---------------------------------------------------------------------------------- |
| - A diktátor dala c. verse, 493-494. old - Hazajött az apám c. verse, 494-496. old |
- | Magyar ars poetica (Bp., Magvető, 1959)  |
| ---------------------------------------- |
| - Az alázat ellen c. verse, 276-277. old |
- | Magyar múzsa (Bp., Táncsics Kiadó, 1959)                                       |
| ------------------------------------------------------------------------------ |
| - A diktátor dala c. verse, 553. old - Hazajött az apám c. verse, 554-555. old |
- | Olvastam, költőtárs... (Bp., Móra Ferenc Könyvkiadó, 1961) |
| ---------------------------------------------------------- |
| - József Attila meghalt c. verse 253-256. old              |
- | Magyar költők (Bp., Szépirodalmi Könyvkiadó, 1962)                                                                                               |
| --- |
| - A diktátor dala c. verse 491. old - Elszántan és szeliden c. verse 491-494. old - Hazám c. verse 494-495. old - Adj erőt c. verse 496-500. old |
- | A történelem futószalagán (Bp., Magvető, 1965)                                                                                                                                                                                                                                                                                                               |
| --- |
| - Csoportosulj a tieiddel c. verse 145-146. old - A diktátor dala c. verse 165. old - Elszántan és szeliden c. verse 200-202. old - Türelem c. verse 263-265. old - Négy strófa c. verse 267. old - Béke c. verse 380. old - Költő c. verse 430. old - Romok közül c. verse 445-446. old - Nem engedték… c. verse 447. old - Adj erőt! c. verse 543-546. old |
- | Hét évszázad magyar versei (Bp., Szépirodalmi Könyvkiadó, 1966, [III. k])                                                     |
| --- |
| - A diktátor dala c. verse 719. old - Hazajött az apám c. verse 719-721. old - Csoportosulj a tieiddel! c. verse 721-722. old |
- | A magyar valóság versei (Bp., Magvető, 1966, [II. k.]) |
| ------------------------------------------------------ |
| - Hazajött az apám c. verse 493-494. old               |
- | Ezredvég (Bp., Ezredvég Alapítvány, 1992. február) |
| -------------------------------------------------- |
| - Cirkuszban c. verse - Alany c. verse             |
- | Ezredvég (Bp., Ezredvég Alapítvány, 2013. július-augusztus) |
| ----------------------------------------------------------- |
| - A diktátor dala c. verse                                  |

### Sajtóban

#### Novellái[16]
- | Népszava:                                                                                                                                                                                                                                                                                                                                                                                               |
| --- |
| - Lázár úr élt c. novellája (1938, 18. szám; 20. oldal) - A mosónő fia c. novellája (1938, 121. szám; 16. oldal) - Fűszerüzlet c. novellája (1938, 166. szám; 16. oldal) - Tolvaj c. novellája (1939, 61. szám; 28. oldal) - Egyedül c. novellája (1939, 187. szám; 6. oldal) - Két tucat olló c. novellája (1939, 212. szám; 11. oldal) - Cirkusz, a Körúton c. novellája (1941, 151. szám; 12. oldal) |

- | Munkáskultúra:                                                  |
| --------------------------------------------------------------- |
| - Feri c. novellája (1939, Szociáldemokrata Párt, 37-44. oldal) |

#### Cikkei, riportjai, kritikái
- | Társadalmi vonatkozásúak; Népszava:                                                                                                                                                                                                       |
| --- |
| - Galambkiállításon c. cikke (1938, 43. szám, 7. oldal) - Fiatal c. glosszája (1939, 7. szám, 8. oldal) - Belvárostól Vadnyugatig c. riportja (1939, 197. szám, 7. oldal) - Gyermekek a periférián c. cikke (1942, 3. szám, 13-14. oldal) |
- | Irodalmi témájúak; Népszava:                                                                                                                                                                                                                                                                                                                                                                                                                                                                                                                                                                                                                                         |
| --- |
| - Magyar költők a szabadságért címmel (1939, 61. szám, 19. oldal) - A munkás és a könyv címmel (1939, 100. szám, 26. oldal) - Versek vándorlása címmel (1939, 245. szám, 4. oldal) - Tavaszi versek címmel (1940, 100. szám, 17. oldal) - A “Nyugat” első kötetéről címmel (1941, 220. szám, 15. oldal) - Rab Gusztáv: Diána társadalma. címmel (1939, 50. szám, 12. oldal) - Tolnai Gábor: Régi magyar főurak. címmel (1939, 151. szám, 12. oldal) - Kathlen Norris: Patrícia megszökik címmel (1940, 122. szám, 12. oldal) - Borbély László: Tengeri medve. címmel (1940, 122. szám, 12. oldal) - Radnóti Miklós: Ikerek hava. címmel (1940, 122. szám, 12. oldal) |